# Colman Domingo
Colman Jason Domingo (Philadelphia, 28 november 1969) is een Amerikaans acteur, dramaturg en televisieregisseur.

## Biografie
Colman Domingo werd in 1969 in Philadelphia geboren. Zijn vader, wiens familie afkomstig is van Guatemala, is afkomstig van Belize.
Hij studeerde in zijn geboortestad aan achtereenvolgens Overbrook High School en Temple University, waar hij een diploma journalistiek behaalde. Nadien verhuisde hij naar San Francisco, waar hij in de theaterwereld als acteur aan de slag ging.

## Carrière
In de jaren 2000 vertolkte hij een hoofdrol in de Broadway-musical Passing Strange, die in 2008 ook opgenomen en als film werd uitgebracht door Spike Lee. Verder vertolkte hij ook hoofdrollen in opvoeringen van de musicals Chicago en The Scottsboro Boys. Voor die laatste productie ontving hij in 2011 een Tony Award-nominatie.
Hij combineerde zijn theaterwerk aanvankelijk vooral met bijrollen in televisieseries. Zo werkte hij in de jaren 2000 mee aan onder meer Nash Bridges en Law & Order. In de jaren 2010 had hij ook enkele kleine bijrollen in bekende films als Lincoln (2012), Selma (2014) en If Beale Street Could Talk (2018).
In 2015 brak Domingo bij het grote publiek door met de zombieserie Fear the Walking Dead, waarin hij het personage Victor Strand vertolkt. Daarnaast regisseerde hij ook enkele afleveringen van de reeks.

## Filmografie

### Film
- Timepiece (1995)
- Around the Fire (1998)
- True Crime (1999)
- Desi's Looking for a New Girl (2000)
- Kung Phooey! (2003)
- Freedomland (2006)
- Miracle at St. Anna (2008)
- Red Hook Summer (2012)
- Lincoln (2012)
- Newlyweeds (2013)
- 42 (2013)
- All Is Bright (2013)
- HairBrained (2013)
- The Butler (2013)
- Time Out of Mind (2014)
- Selma (2014)
- Beautiful Something (2015)
- The Birth of a Nation (216)
- Culling Hens (2016)
- Assassination Nation (2018)
- First Match (2018)
- If Beale Street Could Talk (2018)
- Lucy in the Sky (2019)
- Zola (2020)
- Ma Rainey's Black Bottom (2020)
- Rustin (2023)
- Sing Sing (2023)

### Televisie (selectie)
- Nash Bridges (1997–2000)
- Law & Order: Trial by Jury (2006)
- Law & Order (2004–2008)
- Law & Order: Criminal Intent (2006–2010)
- The Knick (2015)
- Fear the Walking Dead (2015–2023)
- Lucifer (2016)
- BoJack Horseman (2017) (stem)
- Timeless (2017)
- American Dad! (2018) (stem)
- Euphoria (2019-heden)
- The Madness (2024)
- Your Friendly Neighborhood Spider-Man (2025) (stem)